# Сидуэлл, Стив
Сти́вен Дже́ймс (Стив) Си́дуэлл (англ. Steven James Sidwell; 14 декабря 1982, Ливерпуль) — английский футболист, полузащитник.

## Клубная карьера

### «Арсенал»
Сидуэлл родился в Уэндсворте, находящемся в Лондоне. Был в составе команды, выигравшей Молодёжный Кубок Англии в 2000 и 2001 годах. Уезжал в успешные аренды в «Брентфорд» и «Брайтон энд Хоув Альбион», но вызова в первую команду «Арсенала» так и не дождался.

### «Рединг»
Сидуэлл перешёл в «Рединг» в январе 2003 года, подписав с клубом контракт на 4,5 года за неразглашённую сумму. В 2004 году журнал «Four Four Two» признал его лучшим игроком за пределами Английской Премьер-Лиги.
Являясь жизненно важным игроком «Рединга» в триумфальном для этого клуба сезоне 2005—2006, в апреле 2006 года Сидуэлл был включён в символическую сборную Чемпионшипа по итогам футбольного года.
Летом 2006 года Сидуэлл отклонил предложение о продлении контракта с «роялистами», поэтому повсеместно ходили слухи, что он может быть продан в «Эвертон», «Чарльтон Атлетик» или «Манчестер Сити», так как его контракт истекал по завершении сезона 2006/07. «Рединг» решил сохранить Стива в своём составе, рискуя потерять его на следующий сезон.
В заключительную треть сезона к Сидуэллу стали проявлять интерес большие команды . После последней игры сезона главный тренер «Рединга» Стив Коппелл подтвердил, что Сидуэлл покинул клуб и даже знал куда он перешёл, но отказался говорить куда.

### «Челси»
1 июля 2007 года Сидуэлл перешёл из «Рединга» в «Челси» на правах свободного агента, и ему выдали футболку с 9-м номером, освободившуюся после ухода из «Челси» Халида Буларуза. В своём первом интервью он сказал, что не станет отбывать номер в «Челси» и готов играть рядом с такими звёздами, как Фрэнк Лэмпард и Майкл Эссьен. Однако на поле он появлялся редко, в основном, выходя на замену, и по окончании сезона 2007/08 был продан в «Астон Виллу» за 5 млн фунтов стерлингов.

### «Астон Вилла»
10 июля 2008 года Сидуэлл перешёл в бирмингемскую «Астон Виллу», подписав с клубом 3-летний контракт. Дебютировал Сидуэлл в товарищеском матче со швейцарским «Цюрихом», выйдя в стартовом составе и отыграв первый тайм. 19 июля 2008 года Сидуэлл срезал мяч в свои ворота в матче Кубка Интертото против датского «Оденсе». Стив забил свой первый гол за клуб в игре против «Уигана», выйдя на замену в конце матча. Сидуэлл практически забил второй свой гол 6 ноября 2008 года, когда «Вилла» играла в рамках Кубка УЕФА против чешской «Славии». Мощный выстрел Сидуэлла попал в голову Джону Карью, поэтому гол записали на счёт норвежского нападающего. В рамках Английской Премьер-лиги Сидуэлл забил первый гол в ворота «Миддлсбро» в проигранном «Виллой» матче 9 ноября 2008 года. В той игре он сделал грубую ошибку, которой воспользовался нападающий Тункай Санли, забив победный гол. Несмотря на это последующие 2 игры против «Арсенала» и «Манчестер Юнайтед» Стив провёл на высоком уровне. В тех играх «Астон Вилла» набрала 4 очка. Сезон 2009/10 Сидуэлл проводит неудачно, в основном выходя со скамейки запасных.

### «Фулхэм»
7 января 2011 года Сидуэлл подписал контракт до конца сезона с лондонским «Фулхэмом» с возможностью последующего продления ещё на полгода. 23 мая 2014 года Сидуэлл покинул «Фулхэм» на правах свободного агента.

## «Сток Сити»
С 2014 года Стивен Джеймс играл за «гончаров» до 2016 года.

## «Брайтон»
С 2016 года английский центральный полузащитник играет за клуб «Брайтон» в качестве аренды до конца сезона. После окончания аренды подписывает новый контракт на сезон 2016/2017.

## Достижения
- «Рединг»:
  - Победитель Чемпионата Футбольной лиги: 2005/06
- Челси
  - Финалист Лига чемпионов: 2007/2008
  - Вице-чемпион английской Премьер-лиги:  2007/2008